# Fredrik II av Holstein-Gottorp
Fredrik II av Holstein-Gottorp, född 1568, död 1587, var regerande hertig av Holstein-Gottorp från 1586 till 1587. 